# 樺田駅
樺田駅（ファジョンえき）は朝鮮民主主義人民共和国両江道普天郡に位置する朝鮮民主主義人民共和国鉄道省三池淵線の駅である。